# Апсида

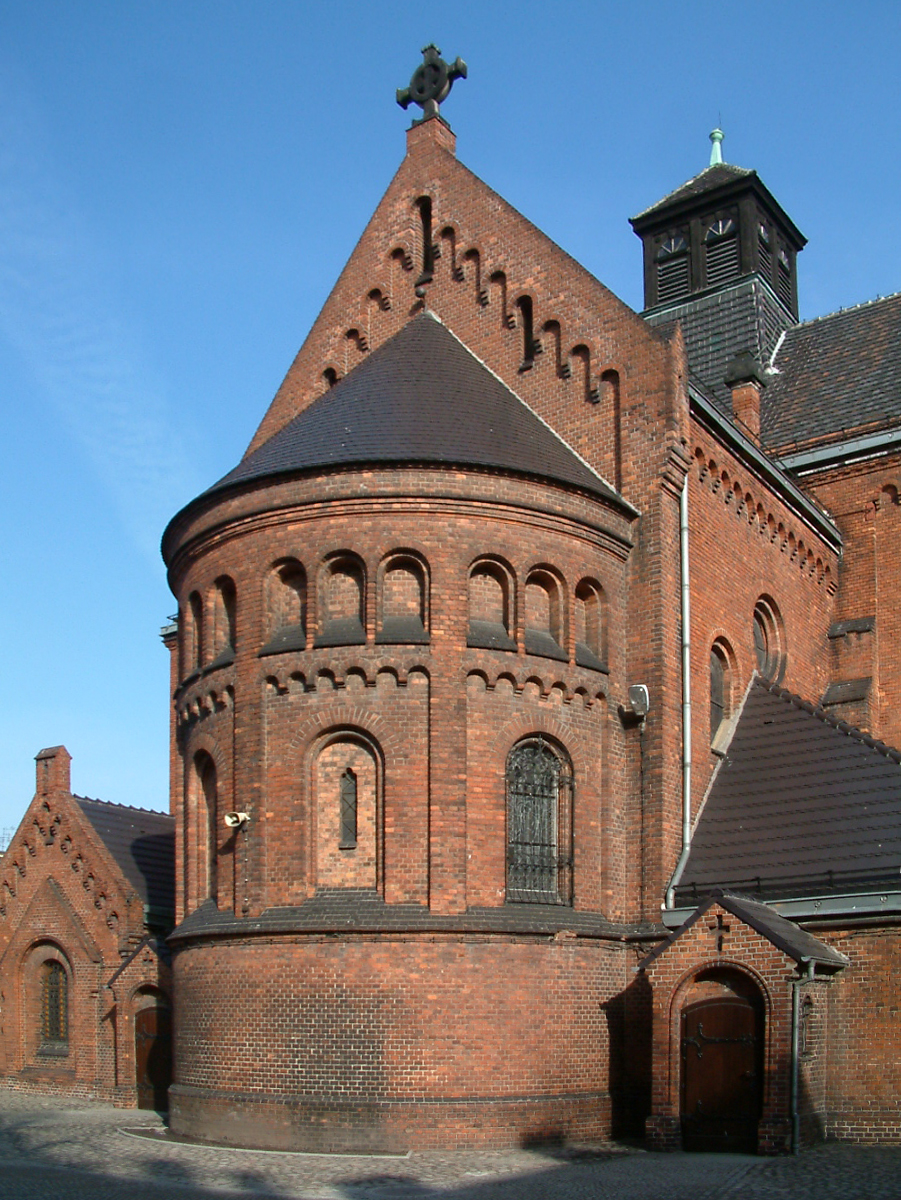
Апсида костелу святого Флоріяна, Познань, Польща

Апси́да (від грец. άψίς, род. відм. ἁψῖδος — «склепіння»), абсида (лат. absis < άψίς) — виступ будівлі, здебільшого півкруглий у плані (зовні іноді багатокутний або квадратний), перекритий півкуполом або замкнутим напівсклепінням. Уперше апсиди з'явились у давньоримських базиліках. У християнських церквах апсида — вівтарна частина, яка орієнтована зазвичай на схід.